# Contract on Love
"Contract on Love" is een liedje van Stevie Wonder. Het werd geschreven door Janie Bradford, Lamont Dozier en Brian Holland. Op 26 december 1962, toen Wonder twaalf jaar oud was en nog 'Little Stevie' werd genoemd, bracht Tamla Records het als zijn derde single uit. Op de B-kant stond het door Clarence Paul geschreven "Sunset". Van de single werden meer exemplaren verkocht dan van zijn vorige twee singles ("I Call It Pretty Music, but the Old People Call It the Blues" en "Little Water Boy"), maar Wonder wist er niet de hitlijsten mee te bereiken. Op "Contract on Love" zingt hij met The Temptations.
"Contract on Love" stond op Wonders zesde studioalbum, Up-Tight uit 1966, en het compilatiealbum Looking Back uit 1977.

## Verwijzingen
1. 1 2  Swenson, John (1986). Stevie Wonder, p. 31. Uitg.: Perennial Library, ISBN 9780060970673.
2. ↑  Gulla, Bob (2008). Icons of R&B and Soul, p. 314. Uitg.: ABC-CLIO, ISBN 9780313340451.